# Walentin Michailowitsch Falin

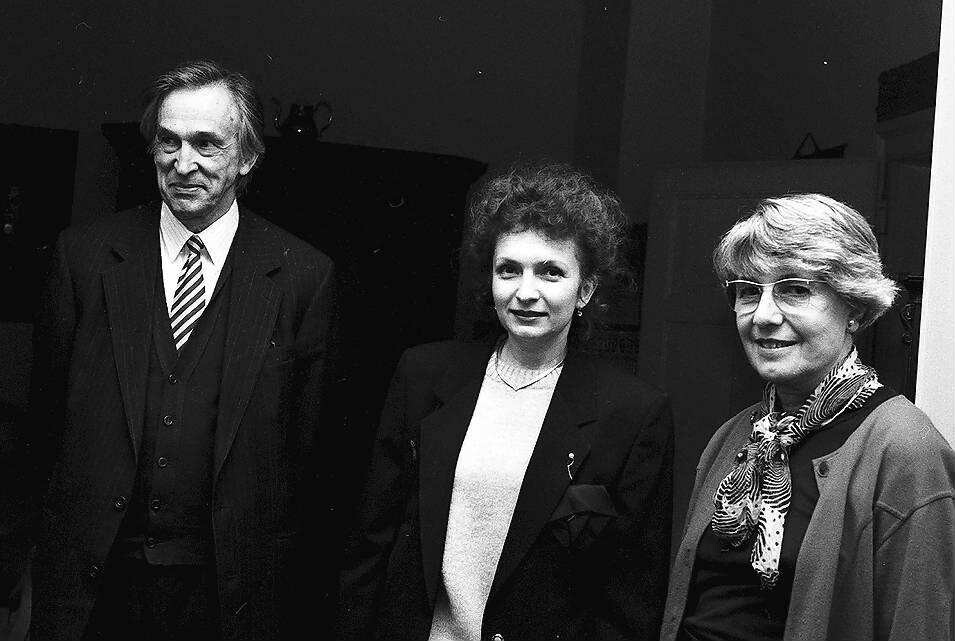
Walentin Michailowitsch Falin in Freiburg im Breisgau, 1992

Walentin Michailowitsch Falin (russisch Валентин Михайлович Фалин, wissenschaftl. Transliteration Valentin Michajlovič Falin; * 3. April 1926 in Leningrad; † 22. Februar 2018 in Moskau) war ein sowjetischer Diplomat und Buchautor. Falin war von 1971 bis 1978 Botschafter der Sowjetunion in der Bundesrepublik Deutschland.

## Leben
Falin wuchs in seiner Geburtsstadt und, nach dem Umzug seiner Familie 1930, in Moskau auf. Während des Zweiten Weltkrieges war er als Dreher in der Moskauer Rüstungsfabrik Roter Proletarier dienstverpflichtet. Von 1945 bis 1950 studierte Falin an der Moskauer Hochschule für internationale Beziehungen (MGIMO) mit den Hauptfächern Deutsch und Deutschlandkunde sowie Völkerrecht und schloss sein Studium mit dem Prädikat magna cum laude ab.
Bereits in seiner Kindheit begann er Deutsch zu lernen – zunächst mit Widerwillen. Nach dem Abschluss seiner Studien entwickelte er sich zum anerkannten Deutschland-Experten.
1950 bis 1951 gehörte er dem Stab der Sowjetischen Kontrollkommission in Deutschland an, die nach der Gründung der DDR die Sowjetische Militäradministration ersetzt hatte. Von 1952 bis 1958 war er im Informationskomitee des sowjetischen Außenministeriums tätig. Er bekleidete nacheinander die Posten eines Referenten, Beraters und des stellvertretenden Abteilungsleiters. Ab 1953 war er Mitglied der KPdSU. Seit 1958 war er Referent der Informationsabteilung des Zentralkomitees (ZK) der KPdSU, dann, nach der Abschaffung der Abteilung, ab 1959 im Außenministerium. Unter anderem war er Abteilungsleiter der 3. Europäischen Abteilung (Deutschland und Österreich). Falin war Autor mehrerer Memoranden und Reden für die offiziellen Ministeriumssprecher.
1961 wurde er Mitglied des persönlichen Beraterstabes von Nikita Chruschtschow und war darin Experte für Fragen der Deutschlandpolitik. Nach seinen eigenen Worten war er nicht immer mit der Position des sowjetischen Parteichefs einverstanden, der oft die Ratschläge seiner Umgebung in den Wind schlug. Er gehörte zu den Verfassern eines Memorandums, in dem der politischen Führung davon abgeraten wurde, militärischen Druck auf West-Berlin auszuüben: Derartige Versuche könnten zu einem Weltkrieg eskalieren.
Nach dem Sturz Chruschtschows wurde er im Januar 1965 Chef der Beratergruppe des sowjetischen Außenministers Andrei Gromyko. Er war Autor fast aller Reden Gromykos, darunter der Rede auf dem XXIII. Parteitag der KPdSU, die angeblich in 17 Varianten ausgearbeitet wurde. Von 1968 bis 1971 war Falin Leiter der 2. Europäischen Abteilung des Außenministeriums (Großbritannien).
Von 1971 bis 1978 war Falin Botschafter der Sowjetunion in der Bundesrepublik Deutschland. Schon 1970, im Jahr vor seinem Amtsantritt in Bonn, hatte er beim Aushandeln des Moskauer Vertrages maßgeblich mitgewirkt. Seit September 1978 leitete er die Internationale Abteilung beim Zentralkomitee der KPdSU. Nach einem Konflikt mit dem neuen sowjetischen Partei- und Staatschef Juri Andropow schied Falin 1983 aus dem ZK-Apparat aus. Später gab er an, er habe angesichts der 1980/81 in Polen von der Gewerkschaft Solidarność erhobenen Forderungen nach Aufklärung des Massakers von Katyn vorgeschlagen, Historiker mit dieser Aufgabe zu betrauen; doch sei dieser Vorstoß von seinen Vorgesetzten im ZK abgeblockt worden. Falin bekam einen anderen Funktionärsposten der Partei: Er wurde politischer Redakteur des Regierungsorgans Iswestija. Während dieser Zeit promovierte er.
Sein zweiter Aufstieg begann mit der Perestrojka-Politik von Michail Gorbatschow. Ende 1985 wurde er Mitarbeiter des USA- und Kanada-Instituts der Akademie der Wissenschaften der UdSSR. Er war einer der Koautoren des Rechenschaftsberichts von Gorbatschow auf dem XXVII. Parteitag der KPdSU im Februar 1986. Im gleichen Jahr wurde er durch die Protektion des Politbüromitglieds Alexander Jakowlew Leiter der Nachrichtenagentur Nowosti. Falin wurde Kandidat des ZK der KPdSU (1986–1989) und 1989 bis 1991 Vollmitglied. Seit 1988 war er Leiter der Internationalen Abteilung des ZK der KPdSU. In dieser Funktion trieb er erneut die Aufklärung des Massakers von Katyn voran. Unterstützt von Alexander Jakowlew und  Außenminister Eduard Schewardnadse konnte er Gorbatschow davon überzeugen, im April 1990 die Täterschaft der sowjetischen Geheimpolizei NKWD durch die amtliche Nachrichtenagentur TASS eingestehen zu lassen.
Bei den Verhandlungen über die deutsche Einheit im Sommer 1990 zwischen Helmut Kohl und Michail Gorbatschow spielte Falin als dessen Berater noch einmal eine wichtige Rolle. Vom 13. Juli 1990 bis 23. August 1991 war er Sekretär des Zentralkomitees der KPdSU. Gleichzeitig war er seit April 1991 Vorsitzender der Kommission für Probleme der internationalen Politik des ZK der KPdSU.
Falin war Delegierter auf vier Parteitagen der KPdSU und von 1989 bis 1991 Deputierter des Obersten Sowjets der UdSSR. Er war gegen die Abschaffung des sechsten Artikels der sowjetischen Verfassung, in dem die führende Rolle der kommunistischen Partei verankert war. Falin war Initiator der Erhebung von sowjetischen autonomen Republiken in den Status von Sowjetrepubliken, was zu einem verstärkten Streben dieser Republiken nach mehr Selbständigkeit und nach Souveränitätsrechten führte.
Nach dem Zusammenbruch der Sowjetunion, für den er seinen Mentor Gorbatschow verantwortlich machte, ließ sich Falin auf Einladung von Egon Bahr in Tostedt bei Hamburg nieder und war von 1992 bis 2000 Mitarbeiter des Instituts für Friedensforschung und Sicherheitspolitik. Im Jahre 2000 kehrte Falin nach Moskau zurück, wo er als Dozent an seiner alten Hochschule, dem Staatlichen Moskauer Institut für Internationale Beziehungen (MGIMO), lehrte. Er verhehlte nicht, dass er der Sowjetunion nachtrauerte.
Falin war Preisträger des Staatspreises der Sowjetunion (1982) und wurde mit mehreren Orden ausgezeichnet, darunter mit dem Orden der Oktoberrevolution und mit drei Orden des Roten Banners der Arbeit.
In einer Vielzahl zeitgeschichtlicher Dokumentationen war Falin ein gefragter Zeitzeuge.

## Zitate
„Wenn Roboter die Kriege führen, werden die Hauptopfer dieser Kriege die Menschen, die Völker, bleiben. Darum wird die Vervollkommnung der Kriegstechnik unweigerlich eine umso grausamere Kriegsstrategie nach sich ziehen. Die einzige Möglichkeit, die Beziehungen unter den Völkern zu humanisieren, besteht darin, die Instrumente der Gewalt zu zerstören und das Bewusstsein umzubauen. Das ist der schwierigste Teil der Konversion des Denkens.“

## Schriften
- mit Wladimir Sagladin & Dmitri Ustinow: Angebote zum Frieden. Initiativen der Sowjetunion zur Abrüstung. Verlag Marxistische Blätter, Frankfurt 1981, ISBN 3-88012-652-6
- Politische Erinnerungen. Droemer Knaur, München 1993, ISBN 3-426-26657-1; mit einem aktuellen Vorwort versehene Taschenbuchausgabe ebd. 1995, ISBN 3-426-80061-6.
- Zweite Front. Die Interessenkonflikte in der Anti-Hitler-Koalition. Droemer Knaur, München 1995, ISBN 3-426-26810-8.
- mit Alexander Kluge: Interview mit dem Jahrhundert. Rotbuch-Verlag, Hamburg 1995, ISBN 3-88022-817-5 (Auszug)
- Konflikte im Kreml. Zur Vorgeschichte der deutschen Einheit und Auflösung der Sowjetunion. Blessing, München 1997, ISBN 3-89667-012-3; Edition Berolina, Berlin 2014, ISBN 978-3-86789-834-8.
- Ziele und Voraussetzungen eines geeinten Europas Vorstellung des Projektes Strategien und Optionen für die Zukunft Europas. Gütersloh: Verlag Bertelsmann-Stiftung, 1988. — 39 S.

## Darstellung in Medien
In dem zweiteiligen Doku-Drama Deutschlandspiel (2000) über die Wende in der DDR und die deutsche Wiedervereinigung wurde Falin von Ezard Haußmann gespielt.